# Alfred Pochmann
Alfred Pochmann (* 8. September 1916 in Marschen, Österreich-Ungarn; † 1982 in Krefeld) war ein deutscher Protistologe und Phykologe.
Sein botanisches Autorenkürzel lautet „Pochm.“.

## Leben und Werk
Pochmann wurde im böhmischen Teil des Erzgebirges in der Nähe der Bergstadt Graupen geboren. Er studierte nach dem Schulabschluss und promovierte zum Dr. rer. nat. Er lebte zuerst in Westendorf, dann in Krefeld, wo er an der Limnologischen Station Niederrhein der Hydrobiologischen Anstalt der Max-Planck-Gesellschaft als wissenschaftlicher Assistent tätig war. Er war seit 1956 Mitglied der Deutschen Botanischen Gesellschaft und der Amerikanischen Phykologischen Gesellschaft. Pochmann legte u. a. „hervorragende deskriptiv-morphologische Arbeiten über Euglenales“ vor, wurde abgemahnt und musste das Institut in Krefeld verlassen.
Er übersetzte die Arbeit Die Rolle der Mikroorganismen im Stoffkreislauf der Seen von Sergej I. Kuznecov aus dem Russischen.

## Schriften (Auswahl)
- Synopsis der Gattung Phacus. In: Archiv für Protistenkunde 95 (2), 1942, S. 81–252.
- Bibliography of German Culture in America to 1940. Madison, Wisconsin 1953.
- Untersuchungen über Plattenbau und Spiralbau, über Wachstum und Zerteilung der Paramylonkörner. In: Österreichische botanische Zeitschrift, Bd. 103, 1956, S. 110–141.
- Über die Kerbungen des Zellrandes bei Phacus und eine ähnliche bei einer Chrysomonade beobachtete Erscheinung. In: Archiv für Protistenkunde 1957.
- Zur Frage der ontogenetischen Gestaltentwicklung der Eugleninenzelle. 1957.
- Über die Tätigkeit der nichtkontraktilen Importvakuole und den Modus der Osmoregulation bei dem Salzflagellaten Choanogaster nebst Bemerkungen über die Funktion der Pusulen. Berichte der Deutschen Botanischen Gesellschaft 72 (2), 1959, S. 99–108.
- Über Choanogaster, einen neuen farblosen Salzflagellaten vom Urmia-See. In: Archiv für Protistenkunde 103 (1959), S. 507–530.
- Zweiter Beitrag zur Kenntnis der Struktur, Entwicklung und Zerteilung der Paramylonkörner. In: Österreichische botanische Zeitschrift, Bd. 104, 1958, S. 321–341.
- Sergej I. Kuznecov: Die Rolle der Mikroorganismen im Stoffkreislauf der Seen. Aus dem Russischen von Alfred Pochmann. Berlin 1959.